# Cheilosia paragigantea
Cheilosia paragigantea är en tvåvingeart som beskrevs av Barkalov 1993. Cheilosia paragigantea ingår i släktet örtblomflugor, och familjen blomflugor. Inga underarter finns listade i Catalogue of Life.